# Stephen Gleeson
Stephen Gleeson (* 3. August 1988 in Dublin) ist ein irischer Fußballspieler. Der zentrale Mittelfeldspieler war eines der vielversprechendsten Talente in der Akademie der Wolverhampton Wanderers und kam bereits im Alter von 18 Jahren in der irischen Nationalmannschaft zu seinem ersten Länderspiel. Zuletzt stand er beim schottischen Erstligisten FC Aberdeen unter Vertrag.

## Sportlicher Werdegang
Der in der irischen Hauptstadt geborene Stephen Gleeson erlernte das Fußballspielen bei einem kleinen Verein mit dem Namen „Cherry Orchard“, bevor er sich im Alter von 15 Jahren dazu entschloss, es nach einem erfolgreichen Probetraining in der Jugendabteilung der englischen Wolverhampton Wanderers zu versuchen. Dabei war er von dem Scout Willie Vaughan entdeckt worden, der im Auftrag der „Wolves“ für die Talentesichtung im irischen Territorium verantwortlich war. Im Mai 2006 unterzeichnete er nach erfolgreicher Akademieausbildung einen Profivertrag mit einer Laufzeit über drei Jahre.
Seine ersten Erfahrungen in einer Profiliga sammelte er in der Saison 2006/07, als er zunächst im November 2006 für drei Monate an den Viertligisten Stockport County ausgeliehen wurde. Nach seinem Einstand anlässlich des 2:1-Siegs im FA Cup gegen Exeter City am 11. November 2006 war er auf Anhieb eine feste Größe im Spiel von „County“, schoss insgesamt zwei Tore in 17 Pflichtpartien und war Teil des Teams, das neun Spiele in Serie gewann – fünf davon unter Gleesons Mitwirkung. Die aufstrebenden Leistungen blieben auch seinem Zweitliga-Heimatklub nicht verborgen und so erhielt er zum Abschluss der Spielzeit 2006/07 bei vier Einwechselungen die Gelegenheit zur Auszeichnung in Wolverhampton, wozu auch ein Einsatz im Play-off-Halbfinalrückspiel gegen West Bromwich Albion zählte.
Hoffnungen auf weitere Entwicklungssprünge in Wolverhampton erfüllten sich in der Folgezeit aber nicht. In den anschließenden zwei Jahren bevorzugte Trainer Mick McCarthy Spieler wie Karl Henry, David Jones, David Edwards und zuletzt sogar Leihspieler Nigel Quashie auf Gleesons zentraler Mittelfeldposition. Nach einem Ligapokaleinsatz gegen den FC Morecambe erhielt Gleeson erst ab Ende Februar 2008 wieder Spielpraxis, als er für einen Monat beim Viertligisten Hereford United aushalf und kurz nach seiner Rückkehr nach Wolverhampton die Spielzeit bei seinem Ex-Leihverein Stockport County zu Ende spielte. Dort gelang Gleeson der Aufstieg in die drittklassige Football League One und er war mit seinem Tor im Play-off-Halbfinalhinspiel zum 1:1 – der Treffer wurde später vereinsintern zu besten Tor 2008 gewählt – und seiner Teilnahme am Finale im Wembley-Stadion maßgeblich für den Erfolg mitverantwortlich. Die Ausleihfrist wurde für die erste Hälfte der Saison 2008/09 in Stockport verlängert; als auch diese im Februar 2009 endete, liehen ihn die „Wolves“ gut einen Monat später an Stockports Drittligakonkurrenten und den Aufstiegsaspiranten Milton Keynes Dons aus. Er führte die „Dons“ in die Play-offs, konnte dort aber wegen einer Knöchelverletzung nicht mitwirken.
Am 1. Juli 2009 wechselte Gleeson endgültig zu den MK Dons und unterzeichnete dort einen Dreijahresvertrag – über die Höhe der Ablösesumme bzw. einer Ausbildungsentschädigung behielten die beteiligten Vereine Stillschweigen. 
2014 folgte dann der Wechsel zu Birmingham City und im Jahr 2018 weiter zu Ipswich Town und dem FC Aberdeen.

## Irische Nationalmannschaft
Im Alter von nur 17 Jahren wurde Gleeson bereits in die irische U-19-Auswahl für das Turnier in La Manga im Februar 2006 und im Rahmen der Qualifikationsspiele für die U-19-Europameisterschaft nominiert. Bei seinem Einstand für die U-21-Auswahl traf er am 21. August 2007 gegen Deutschland (2:2) doppelt. Für die A-Mannschaft hatte er da schon seine ersten beiden Länderspiele absolviert; auf das Debüt am 23. Mai 2007 beim 2:2 gegen Ecuador im New Yorker Giants Stadium war nur zwei Tage später der zweite Einsatz gegen Bolivien gefolgt – beide Freundschaftspartien hatten mit einem 1:1-Remis geendet. Erst 2017 folgten die Länderspiele drei und vier. Im Freundschaftsspiel gegen Mexiko (1:3) konnte er sogar sein erstes Tor erzielen.